# Salavaux
Salavaux är en ort i kommunen Vully-les-Lacs i kantonen Vaud i Schweiz. Den är kommunens huvudort och ligger cirka 53 kilometer nordost om Lausanne. Orten har cirka 940 invånare (2020).
Före den 1 juli 2011 var Salavaux uppdelat mellan de dåvarande kommunerna Bellerive och Constantine.